# Xenonectriella ornamentata
Xenonectriella ornamentata är en svampart som först beskrevs av David Leslie Hawksworth, och fick sitt nu gällande namn av Rossman 1999. Xenonectriella ornamentata ingår i släktet Xenonectriella och familjen Nectriaceae.   Inga underarter finns listade i Catalogue of Life.
I den svenska databasen Dyntaxa används istället namnet Pronectria ornamentata för samma taxon.  Arten är reproducerande i Sverige.